# Astragalus degensis
Astragalus degensis es una especie de planta del género Astragalus, de la familia de las leguminosas, orden Fabales.

## Distribución
Astragalus degensis se distribuye por China (Sichuan y Yunnan) y Tíbet.

## Taxonomía
Fue descrita científicamente por Ulbr. Fue publicada en Repert. Spec. Nov. Regni Veg. Beih. 12: 418 (1922).